# MTV Europe Music Award al miglior artista turco
L'MTV Europe Music Award al miglior artista turco (MTV Europe Music Award for Best Turkish Act) era uno dei premi dell'MTV Europe Music Award, che è stato assegnato dal 2007 al 2009 e, nuovamente, nel 2011.

## Albo d'oro

### Anni 2000
- 2007
  - Ceza
  - Kenan Doğulu
  - Sertab Erener
  - Nil Karaibrahimgil
  - Teoman
- 2008
  - Emre Aydın
  - Hayko Cepkin
  - Hadise
  - Sagopa Kajmer
  - Hande Yener
- 2009
  - maNga
  - Bedük
  - Atiye Deniz
  - Kenan Doğulu
  - Nil Karaibrahimgil

### Anni 2010
- 2011
  - Atiye
  - Hadise
  - Duman
  - Cartel
  - Mor ve Ötesi